# 崔国杰
崔国杰（1965年11月—），男，中华人民共和国外交官，曾任中华人民共和国驻哈巴罗夫斯克总领事。

## 生平
1992年进入中华人民共和国外交部工作。先后在外交部欧亚司、驻乌兹别克斯坦大使馆、外交部干部司任职。2003年，任驻俄罗斯大使馆参赞。同年，转任驻乌兹别克斯坦大使馆参赞。2008年，任职于外交部干部司。2010年，任外交部离退休干部局参赞。2014年，任驻美国大使馆参赞。2017年，任职于外交部欧亚司。2018年8月，出任中华人民共和国驻哈巴罗夫斯克总领事。2022年7月，自驻哈巴罗夫斯克总领事离任。现任外交部欧亚司一级巡视员。

## 家庭
已婚，有一子。